# 蔡肱明
蔡肱明（1598年—1644年），字子起，號靖公，福建晋江人，明朝政治人物，進士出身。

## 生平
崇禎十三年（1640年）登庚辰科進士，授兵部职方司主事，历员外郎，后出任四川威茂道。崇禎十七年（1644年）明亡，因不服從張献忠餘黨投降，而被殺害，全家三十二人同日均亡，諡忠愍。欽定勝朝殉節諸臣錄作烈愍。與盧若騰、陳洪謐 、張朝綖、吳韓起、黃錫袞、辜胤奇、丁胤甲、梁玉蕤、郭符甲、楊明琅、沈佺期、許吉燝、何運亮、史贊聖、蘇國瓓、王命岳、施顯等人並稱“魯東同朝十八名士”。